# 버지니아 필드
버지니아 필드(Virginia Field, 1917년 11월 4일 ~ 1992년 1월 2일)는 잉글랜드의 배우이다.

## 출연 작품
- 어스 다이스 스크리밍 (1964)
- 페리 메이슨 (1957)
- 바그다드의 베일 (1953)
- 아더 왕궁의 코네티컷 양키 (1949)
- 크리스마스 이브 (1947)
- 버라이어티 걸 (1947)
- 스테이지 도어 캔틴 (1943)
- 애수 (1940)
- 소공자 (1936)
- 싱, 베이비, 싱 (1936)
- 로이드의 런던 (1936)
- 메리 위도우 (1934)